# Zwartrijden

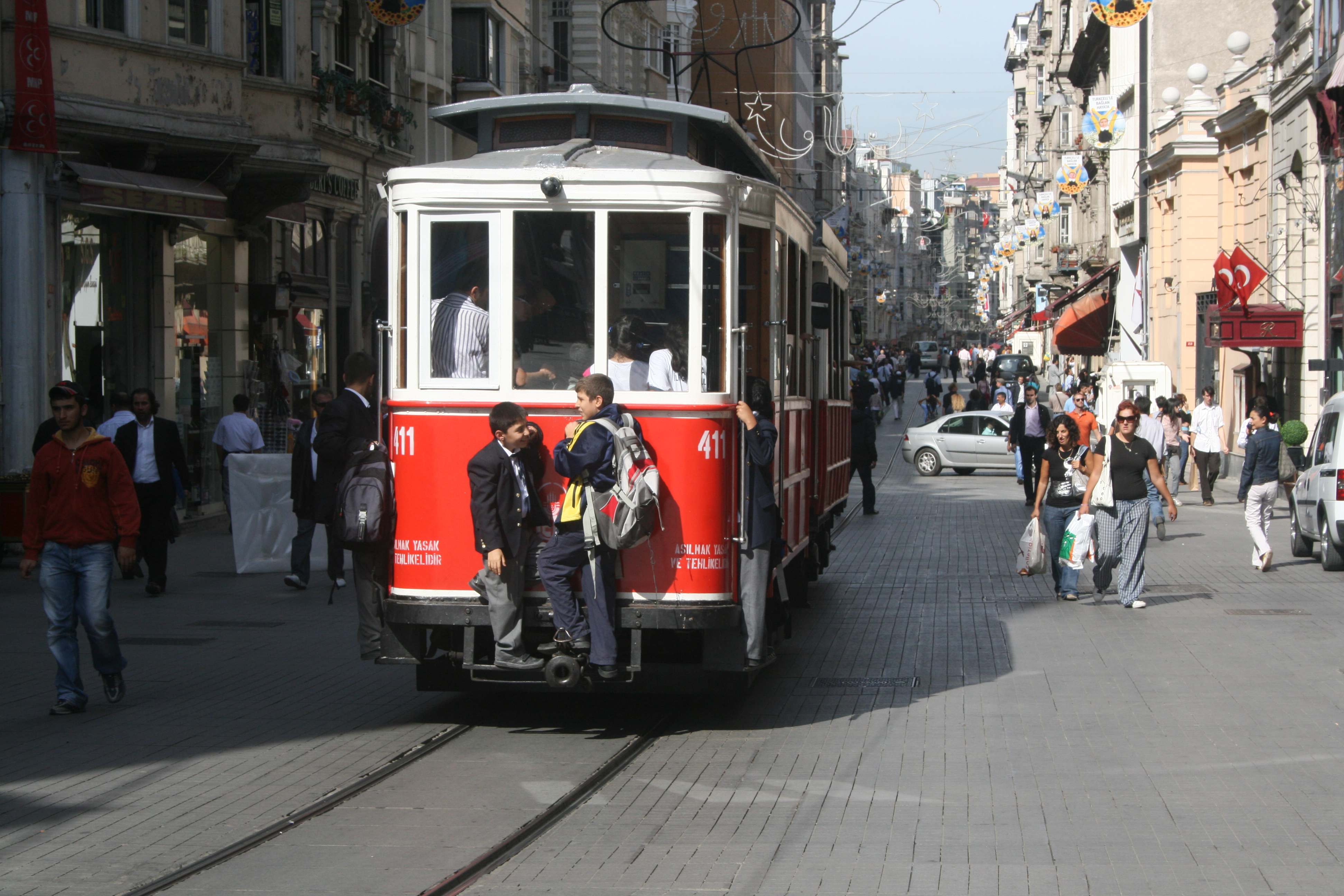
Kinderen op het koppelstuk van een tram in Istanboel in 2007

Met zwartrijden wordt over het algemeen bedoeld het zonder geldig vervoerbewijs meerijden in het openbaar vervoer, al of niet opzettelijk. Soms wordt het ook wel gebruikt om aan te duiden dat iemand een auto gebruikt zonder de verschuldigde wegenbelasting te betalen. Grijsrijden is langer meerijden dan waar men voor betaald heeft.
Op zwart- en grijsrijden staan sancties, meestal een boete. Sommige vervoerders kennen een 'toonregeling', waarbij een abonnementhouder die het vervoersbewijs is vergeten op een later moment het bewijs mag tonen.

## Nederland

### Controle

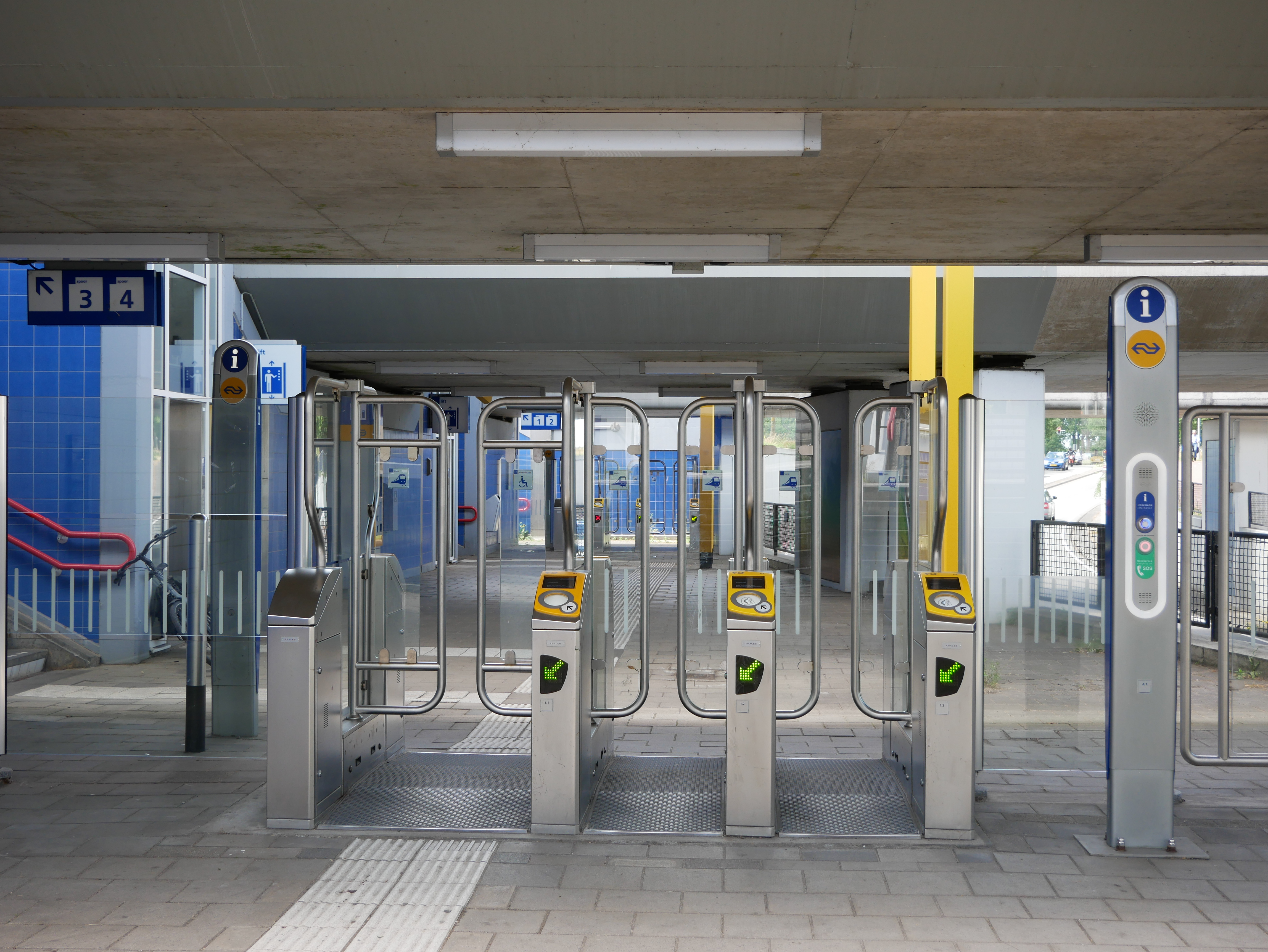
Het plaatsen van poortjes bij stations heeft geleid tot een vermindering van zwartrijden

Voor wat betreft de directe controle op het inchecken (of reizen met een zichtplaatsbewijs) zijn er de volgende mogelijkheden:
- Er zijn poortjes waardoor men alleen het station binnenkomt bij inchecken; dit geldt bij de meeste metrostations, en vanaf eind 2012 bij een deel van de treinstations.
- De bestuurder of conducteur houdt min of meer in de gaten (geholpen door het geluids- en lichtsignaal van de OV-chipkaartlezer) dat men de incheck-handeling verricht en dat deze door het systeem wordt geaccepteerd. Dit geldt bij trams met een conducteur in Amsterdam en bij bussen behalve daar waar een open instapregime bestaat. Bij vervoerders waar ook zichtplaatsbewijzen bestaan moeten reizigers met zo'n plaatsbewijs dit tonen.
- Er is geen directe controle (er is een open instapregime): men moet inchecken buiten het voertuig bij een paal of open poortje zonder toezicht (of er is wel personeel in de buurt, maar bij de betreffende vervoerder zijn er ook zichtplaatsbewijzen, en dat personeel controleert niet of mensen die niet inchecken een geldig zichtplaatsbewijs hebben), of men moet in het voertuig inchecken, maar kan instappen bij een deur ver van het personeel. Dit geldt bij de trein (voor wat betreft de treinstations met poortjes: tot eind 2012), de Rotterdamse sneltramhaltes, bij de Amsterdamse tramlijnen 5, 19, 24 en 25 en de voorste wagen van lijn 26 en bij de trams in andere steden.

Voor wat betreft de directe controle gericht tegen grijsrijden (het te vroeg uitchecken, of het verder meerijden dan het zichtplaatsbewijs toestaat) zijn er de volgende mogelijkheden:
- In het geval van stations met gesloten poortjes kan men weliswaar na inchecken meteen uitchecken en toch het station binnengaan, maar dan kan men bij aankomst het station niet verlaten.
- De bestuurder of conducteur houdt min of meer in de gaten (geholpen door het geluids- en lichtsignaal van de CICO) dat men na uitchecken ook inderdaad het voertuig verlaat. Dit is maar beperkt mogelijk, en dan nog vooral als het rustig is: personeel (conducteur/bestuurder) zit vaak dicht bij een ingang maar niet dicht bij de uitgangen; bovendien mag men al vóór het stilstaan van het voertuig uitchecken, het personeel zou dan ook nog moeten onthouden wie dat gedaan heeft.
- Er is geen directe controle: men moet uitchecken buiten het voertuig bij een paal of open poortje zonder toezicht, of in het voertuig, maar kan een deur kiezen ver van het personeel.

Bij vervoerders waar ook zichtplaatsbewijzen bestaan is meestal geen uitgangscontrole. Personeel kan (als het niet druk is) wel eventueel onthouden hebben van de ingangscontrole tot waar het plaatsbewijs geldig is.
Een probleem bij poortjes is dat reizigers daar soms overheen kunnen klimmen, onderdoor kunnen kruipen of dat meer personen met één vervoersbewijs door een poortje gaan. Ook worden ze soms met geweld open getrapt of open gehouden. In Nederland geven de poortjes bij fraude een geluidssignaal, maar door de drukte die vaak rond haltes en stations heerst is ingrijpen niet eenvoudig. Wel is na analyse van de reisgegevens in bus en tram verscherpt toezicht mogelijk op trajecten waar grijsrijden frequent voorkomt.
In alle gevallen zijn er (ook) steekproefgewijze controles in het voertuig, door de conducteur of een controleteam. In Rotterdam is er in veel trams een rondlopende conducteur, waarbij de controle systematisch is in plaats van steekproefsgewijs.
In Den Haag is gekozen voor zogenaamde 'vliegende controleteams'. Deze teams, die ook een of twee beveilingsbeambten bij zich hebben, stappen op schijnbaar willekeurige haltes op en controleren plaatsbewijzen. Sommige passagiers proberen snel de tram te verlaten als ze deze controleurs bij een halte zien staan. Soms worden hele haltes afgezet ter controle. Passagiers lopen dan nog weleens naar de volgende halte, waar dan ook controleurs staan. Bij de tramtunnel staan bij alle toegangen zeer regelmatig controleurs. In de avonduren was de achterste bak in de jaren 90 en 00 afgesloten. In het begin moest men dan vooraan bij de bestuurder instappen en een plaatsbewijs tonen. Later verviel deze verplichting, maar de achterbak bleef ontoegankelijk.
In de Utrechtse sneltram werkt men veelal volgens het Haagse systeem. Dit geldt ook voor de buslijnen met een open instapregime. (Zuidtangent, allGo, de Utrechtse dubbelgelede bussen op lijn 28 en gold voor de Philias in Eindhoven.
Soms wordt zwartgereden door met apparatuur het saldo op de chip op te hogen, wat mogelijk is als de beveiliging van de chip gekraakt is.

### Boete
In Nederland is "een bij ministeriële regeling vast te stellen bedrag" ("wettelijke verhoging", "boete") verschuldigd van € 50 boven de ritprijs (vanaf 1 oktober 2025 € 70). Zonder nog meer extra kosten kan dit bedrag binnen een week worden betaald, als men een identiteitsbewijs toont: men krijgt een Uitstel van Betaling (UvB). Betaling van de ritprijs en verhoging voorkomt strafvervolging wegens niet naleving van artikel 70 Wet personenvervoer 2000 (Het is verboden zonder hiervoor geldig vervoerbewijs gebruik te maken van het openbaar vervoer). Artikel 71 verbiedt onder meer het misbruiken van een vervoerbewijs. Artikel 101 bepaalt dat het overtredingen zijn die worden gestraft met een hechtenis van ten hoogste twee maanden of een geldboete van de tweede categorie. Het is OM-feit E 100 met een tarief van €100.
In ieder geval bij de NS wordt aan het eind van de bekeuringsprocedure de cautie gegeven "U bent niet tot antwoorden verplicht" en vervolgens nog eens gevraagd: "Maar waarom had u geen geldig vervoerbewijs?". Het antwoord wordt genoteerd en kan in een strafprocedure gebruikt worden.
Bij de trein wordt de € 50,- kwijtgescholden als achteraf gebleken is dat de kaartautomaat defect was. Het niet kunnen pinnen geldt niet als defect, aangeraden wordt voldoende munten mee te nemen.
De HTM meldt "Als een klant niet beschikt over een geldig vervoerbewijs, krijgt hij een HTM controlekaart van € 42 aangeboden (2 uur geldig op alle HTM lijnen, muv de HTM nachtbus)", maar ook "De controleur is niet verplicht u de controlekaart aan te bieden en maakt zelf de keuze of hij deze mogelijkheid aanbiedt." Het bedrag betreft de boete plus de vervoerprijs. Voorwaarde om van de mogelijkheid gebruik te maken is dat men in staat en bereid is gelijk contant te betalen.
Abonnementhouders met recht op vrij reizen kunnen geen boete krijgen indien zij niet zijn ingecheckt. Juridisch onderzoek door reizigersorganisatie ROVER verklaarde dat jaarkaarthouders hun reisrecht hebben afgekocht en dat een boete ongegrond is. Staatssecretaris Mansveld heeft in 2015 bekendgemaakt dat er afspraken zijn gemaakt met vervoerders. OV-jaarkaarthouders die zijn vergeten in te checken hebben daarmee recht op een ontheffing van de boete.
Het vervalsen van een vervoerbewijs is valsheid in geschrifte, een misdrijf.

### Andere maatregelen
In bijvoorbeeld de algemene voorwaarden van NS staat dat deze een vervoerbewijs kan intrekken of blokkeren en de reiziger uit het vervoermiddel verwijderen of doen verwijderen indien de reiziger een wettelijke dan wel contractuele bepaling betreffende het vervoer niet nakomt en in redelijkheid van NS niet verlangd kan worden de reiziger verder te vervoeren, of de reiziger zich bedient van een niet geldig vervoerbewijs dan wel een vervoerbewijs misbruikt.
Dit kan dienen als alternatief voor een boete of als aanvullende maatregel.

### Mazen in het systeem
Het is mogelijk om met de trein te reizen en toch niet te hoeven betalen. Één mogelijkheid is om - indien men in het bezit is van een traject kaart - op het traject in te stappen en te reizen naar een plaats buiten het traject. Als daar niet wordt uitgecheckt, wordt er geen boete gerekend voor "niet uitchecken", waardoor de reis gratis is verlopen. Als er controle is, kan er niet worden ingegrepen door de controleur, omdat er is ingecheckt en het vervoersbewijs dus geldig is.

### Mate van voorkomen, geschiedenis
In Nederland kennen de openbaarvervoerbedrijven in de steden waar trams rijden het hoogste percentage zwartrijders: ongeveer 7%. Dit is een aanzienlijke daling ten opzichte van de jaren 1990 toen de mededeling dat 20% van de Amsterdamse tramreizigers zwartreed leidde tot vragen in de Tweede Kamer en de Gemeenteraad, en een bestuurlijke crisis bij het openbaarvervoerbedrijf.
Het vele zwartrijden leek nog een overblijfsel van de bij sommigen in de jaren 1960 levende gedachte dat alles wat de overheid aanbood gratis moest zijn. Gebrekkige controle en een groot vertrouwen in het zelfsturend vermogen van de burger - door de overheid - werden ook genoemd als oorzaken. Premier Ruud Lubbers sprak toen van de "calculerende burger" (in tegenstelling tot de verantwoordelijke burger).
Zwartrijden in het streekbusvervoer schommelt rond de 0,5%, stadsbussen kennen al jaren een percentage van 1,5%.
De vier OV-bedrijven met een tramexploitatie voerden ieder een andere oplossing in voor het probleem zwartrijden. In Amsterdam is op een groot aantal lijnen de conducteur weer ingevoerd. Deze controleert plaatsbewijzen, roept haltes om en verleent service aan passagiers die vragen stellen en zit in een hokje in de tram. Daartoe heeft het bedrijf ook weer moeten instellen dat door bepaalde deuren van de tram alleen in- of uitgestapt mag worden. Op de tramlijnen 5, 19 en 24 reden trams waar geen ruimte voor een conducteur is maar na de komst van materieel met wel ruimte voor een conducteur kwam er vooralsnog geen conducteur. Zwartrijden wordt hier alleen tegengegaan door de steekproefgewijze controles van mobiele teams.
In Rotterdam werd de rondlopende conducteur weer fasegewijs ingevoerd. Bij de invoering op tramlijn 7 stapten passagiers massaal over naar de (gedeeltelijk) parallel lopende lijn 1 waar nog geen conducteurs waren ingevoerd.
Tussen 1969 en 1986 hadden veel stads- en streekbussen een stempelautomaat en behoefde men niet het kaartje te laten zien aan de chauffeur. Tussen 1980 en 1986 verdwenen de stempelautomaten uit de bussen en werd weer een gesloten instapregime ingevoerd. Ook waren er bedrijven die nooit een stempelautomaat hebben gehad. Uitzondering waren de gelede bussen die meestal wel hun stempelautomaten en open instapregime behielden maar vanaf 1990 werd ook hier vrijwel overal het gesloten instapregime ingevoerd en werden de stempelautomaten verwijderd. Alleen de Krimpense lijnen 97 en 98 behielden hun open instapregime tot de gelede bus daar verdween toen Qbuzz de dienst overnam. In 2002 werd op de Zuidtangent, de lijnen met dubbelgelede bussen in Utrecht en in 2004 de MAX in Almere  weer het open instapregime ingevoerd.
In 2005 heeft de Nederlandse Spoorwegen besloten het zwartrijden extra aan te pakken door iedereen zonder geldig vervoerbewijs onmiddellijk een boete te geven, ongeacht de reden. Op de meeste metro's en trams gebeurde dit al.

## België
In België moet bij de NMBS een reiziger zonder geldig vervoerbewijs onmiddellijk de normale prijs van de reis plus TAB (tarief aan boord) € 7 betalen. Als hij dit niet wil of kan moet hij binnen 14 dagen een zogenaamde uitstel van betaling betalen, die € 75 bedraagt.
Er is soms een zogenaamde "speciale controle", een extra grondige controle van vervoersbewijzen (oa. Go Pass of Rail Pass), bijvoorbeeld om te controleren of geen uitwisbare inkt is gebruikt of de leeftijd van de reiziger nakijkt.
Op bussen van De Lijn en MIVB is de bestuurder sinds enige jaren ook controleur: iedereen moet vooraan instappen en dient zijn vervoersbewijs te tonen (of in het ontwaardingsapparaat te steken, waarbij de chauffeur de meerrittenkaart ontwaardt) of er één te kopen. Bij de trams in de grote steden en op de kustlijn zou dit systeem te traag gaan. Daarom worden daar alle deuren in één keer geopend, mag men overal instappen en zijn er ontwaardingsapparaten met zelfbedieningstoetsen. Bij alle bussen van de TEC moeten de reizigers zonder abonnement zelf hun meerrittenkaart met het juiste aantal zones ontwaarden. Dit apparaat staat vlak naast de chauffeur, zodat deze eventueel kan meekijken of het ontwaarden op een correcte manier verloopt.
Sinds het betalen per sms mogelijk is, wordt ook daarmee gefraudeerd. Sommige reizigers wachten met het kopen van een ticket tot zij de controleur zien aankomen. Om dit tegen te gaan, worden tickets iets later afgeleverd, zodat wie te lang wacht, toch nog gevat kan worden.